# Lista de membros do gabinete de Beto Richa (2005-2010)

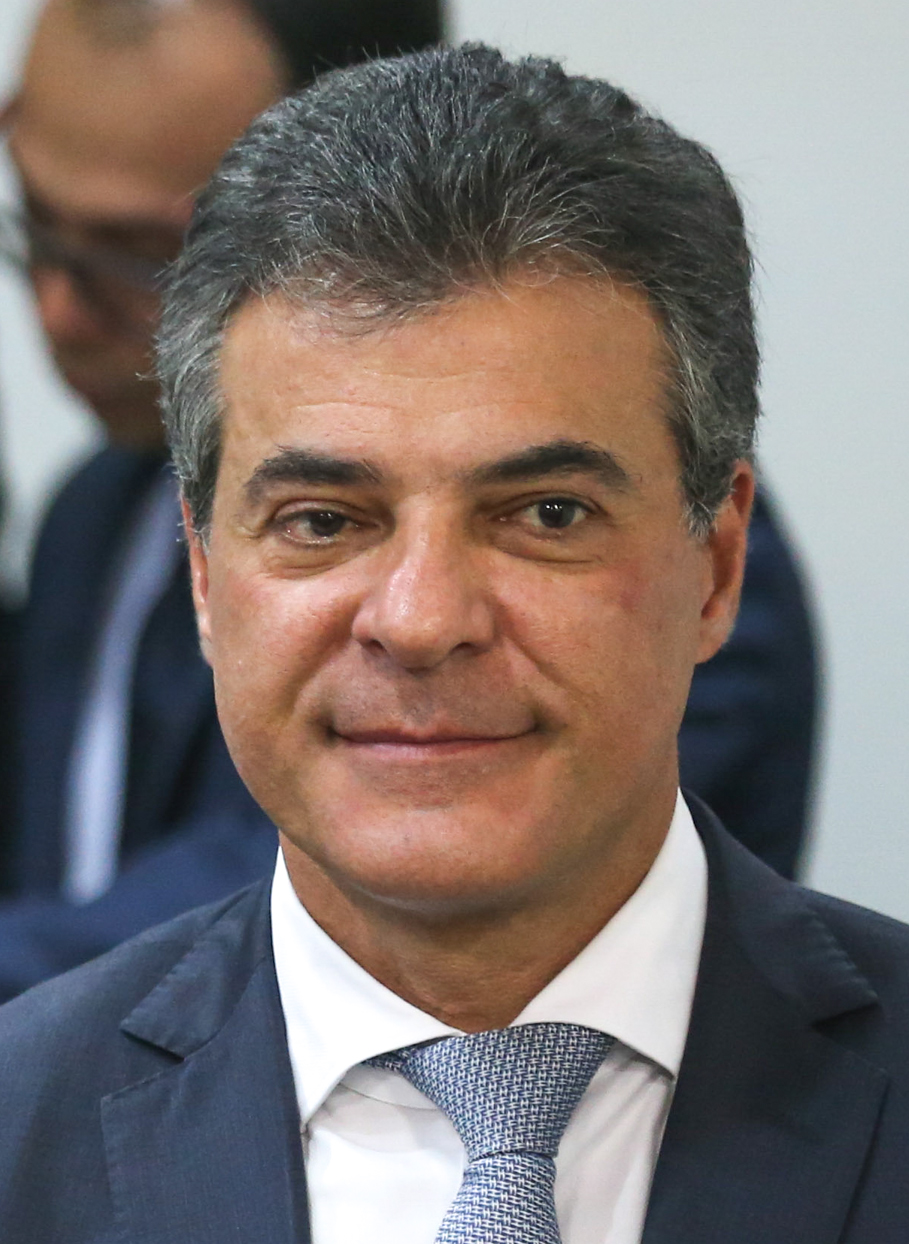
Carlos Alberto Richa, 49.º prefeito da cidade de Curitiba, capital do Paraná.

Esta é uma lista do gabinete executivo municipal de Beto Richa, relativo ao seus dois mandatos, no qual serviu como 49.º prefeito de Curitiba, período entre 1.º de janeiro de 2005 até 30 de março de 2010.

## Lista de secretários

### 1.º Mandato
| Secretariado Municipal de Beto Richa - 1.º Mandato (2005-2008)          | Secretariado Municipal de Beto Richa - 1.º Mandato (2005-2008) | Secretariado Municipal de Beto Richa - 1.º Mandato (2005-2008) | Secretariado Municipal de Beto Richa - 1.º Mandato (2005-2008) | Secretariado Municipal de Beto Richa - 1.º Mandato (2005-2008) | Secretariado Municipal de Beto Richa - 1.º Mandato (2005-2008) | Secretariado Municipal de Beto Richa - 1.º Mandato (2005-2008) |
| Secretaria                                                              | Incumbente                                                     | Incumbente                                                     | Partido                                                        | Posse no dia                                                   | Saída no dia                                                   | Ref.                                                           |
| ----------------------------------------------------------------------- | -------------------------------------------------------------- | -------------------------------------------------------------- | -------------------------------------------------------------- | -------------------------------------------------------------- | -------------------------------------------------------------- | -------------------------------------------------------------- |
| Chefia de Gabiente                                                      |                                                                | Ezequias Moreira                                               | Sem partido                                                    | 1.º de janeiro de 2005                                         | 16 de agosto de 2007                                           | [ 1 ] [ 2 ]                                                    |
| Chefia de Gabiente                                                      |                                                                | José Carlos Campos Hidalgo                                     | Sem partido                                                    | 16 de agosto de 2007                                           | 31 de dezembro de 2008                                         | [ 3 ]                                                          |
| Procuradoria Geral do município                                         |                                                                | Ivan Lelis Bonilha                                             | Sem partido                                                    | 1.º de janeiro de 2005                                         | 31 de dezembro de 2008                                         | [ 1 ]                                                          |
| Secretaria Municipal de Abastecimento                                   |                                                                | Antônio Poloni                                                 | Sem partido                                                    | 1.º de janeiro de 2005                                         | 19 de janeiro de 2006                                          | [ 4 ] [ 1 ]                                                    |
| Secretaria Municipal de Abastecimento                                   |                                                                | Norberto Ortigara                                              | Sem partido                                                    | 19 de janeiro de 2006                                          | 31 de dezembro de 2008                                         | [ 4 ]                                                          |
| Secretaria Municipal de Administração                                   |                                                                | José Richa Filho                                               | Sem partido                                                    | 1.º de janeiro de 2005                                         | 31 de dezembro de 2008                                         | [ 1 ]                                                          |
| Secretaria Municipal Antidrogas                                         |                                                                | Fernando Francischini                                          | PP                                                             | 21 de fevereiro de 2008                                        | 31 de dezembro de 2008                                         | [ 5 ]                                                          |
| Secretaria Municipal de Assuntos Metropolitanos                         |                                                                | Rui Hara                                                       | PSDB                                                           | 1.º de janeiro de 2005                                         | 9 de fevereiro de 2006                                         | [ 6 ] [ 7 ] [ 1 ]                                              |
| Secretaria Municipal de Assuntos Metropolitanos                         |                                                                | Domingos Caporrino Neto                                        | Sem partido                                                    | 9 de fevereiro de 2006                                         | 31 de dezembro de 2008                                         | [ 7 ]                                                          |
| Secretaria Municipal de Comunicação Social                              |                                                                | Fernando Ghignone                                              | Sem partido                                                    | 1.º de janeiro de 2005                                         | 9 de fevereiro de 2006                                         | [ 7 ] [ 1 ]                                                    |
| Secretaria Municipal de Comunicação Social                              |                                                                | Deonilson Roldo                                                | Sem partido                                                    | 9 de fevereiro de 2006                                         | 31 de dezembro de 2008                                         | [ 7 ]                                                          |
| Secretaria Municipal da Defesa Social                                   |                                                                | Cel.Itamar dos Santos                                          | Sem partido                                                    | 1.º de janeiro de 2005                                         | 31 de dezembro de 2008                                         | [ 1 ]                                                          |
| Secretaria Municipal de Educação                                        |                                                                | Eleonora Fruet                                                 | Sem partido                                                    | 1.º de janeiro de 2005                                         | 31 de dezembro de 2008                                         | [ 1 ]                                                          |
| Secretaria Municipal de Esportes e Lazer                                |                                                                | Raul Plassmann                                                 | Sem partido                                                    | 1.º de janeiro de 2005                                         | 8 de outubro de 2007                                           | [ 8 ]                                                          |
| Secretaria Municipal de Esportes e Lazer                                |                                                                | Neivo Beraldin                                                 | PDT                                                            | 8 de outubro de 2007                                           | 31 de dezembro de 2008                                         | [ 8 ] [ 9 ] [ 10 ]                                             |
| Secretaria Municipal de Finanças                                        |                                                                | Edson Neves Guimarães                                          | Sem partido                                                    | 1.º de janeiro de 2005                                         | 1.º de fevereiro de 2005                                       | [ 11 ] [ 1 ]                                                   |
| Secretaria Municipal de Finanças                                        |                                                                | Denise Basgal (interina)                                       | Sem partido                                                    | 1.º de fevereiro de 2005                                       | 23 de março de 2005                                            | [ 12 ]                                                         |
| Secretaria Municipal de Finanças                                        |                                                                | Luiz Eduardo Sebastiani                                        | Sem partido                                                    | 23 de março de 2005                                            | 31 de dezembro de 2008                                         | [ 12 ]                                                         |
| Secretaria Municipal de Governo                                         |                                                                | Ricardo MacDonald Ghisi                                        | Sem partido                                                    | 1.º de janeiro de 2005                                         | 23 de março de 2005                                            | [ 12 ] [ 1 ]                                                   |
| Secretaria Municipal de Governo                                         |                                                                | Maurício Sá de Ferrante                                        | Sem partido                                                    | 23 de março de 2005                                            | 2 de julho de 2007                                             | [ 13 ]                                                         |
| Secretaria Municipal de Governo                                         |                                                                | Rui Hara                                                       | PSDB                                                           | 2 de julho de 2007                                             | 31 de dezembro de 2008                                         | [ 13 ]                                                         |
| Secretaria Municipal de Meio Ambiente                                   |                                                                | Domingos Caporrino Neto                                        | Sem partido                                                    | 1.º de janeiro de 2005                                         | 9 de fevereiro de 2006                                         | [ 7 ] [ 1 ]                                                    |
| Secretaria Municipal de Meio Ambiente                                   |                                                                | José Antônio Andregueto                                        | Sem partido                                                    | 9 de fevereiro de 2006                                         | 31 de dezembro de 2008                                         | [ 7 ]                                                          |
| Secretaria Municipal de Obras Públicas                                  |                                                                | Nelson Leal                                                    | Sem partido                                                    | 1.º de janeiro de 2005                                         | 28 de março de 2006                                            | [ 1 ]                                                          |
| Secretaria Municipal de Obras Públicas                                  |                                                                | Mário Yoshio Tookuni                                           | Sem partido                                                    | 28 de março de 2006                                            | 31 de dezembro de 2008                                         | [ 14 ]                                                         |
| Secretaria Municipal de Planejamento e Coordenação                      |                                                                | Antônio Poloni                                                 | Sem partido                                                    | 19 de janeiro de 2006                                          | 4 de janeiro de 2008                                           | [ 4 ]                                                          |
| Secretaria Municipal de Planejamento e Coordenação                      |                                                                | Rui Matheus Rizzardo                                           | Sem partido                                                    | 4 de janeiro de 2008                                           | 31 de dezembro de 2008                                         | [ 15 ]                                                         |
| Secretaria Municipal de Recursos Humanos                                |                                                                | Arnaldo Bertone                                                | Sem partido                                                    | 1.º de janeiro de 2005                                         | 3 de novembro de 2008                                          | [ 1 ] [ 16 ]                                                   |
| Secretaria Municipal de Recursos Humanos                                |                                                                | Silvana Elizabeth Recka                                        | Sem partido                                                    | 3 de novembro de 2008                                          | 31 de dezembro de 2008                                         |                                                                |
| Secretaria Municipal de Relações Internacionais e Cerimonial            |                                                                | Eduardo Lopes Pereira Guimarães                                | Sem partido                                                    | 19 de janeiro de 2006                                          | 31 de dezembro de 2008                                         | [ 17 ]                                                         |
| Secretaria Municipal de Saúde                                           |                                                                | Michele Caputo Neto                                            | PSDB                                                           | 1.º de janeiro de 2005                                         | 9 de fevereiro de 2006                                         | [ 7 ] [ 1 ]                                                    |
| Secretaria Municipal de Saúde                                           |                                                                | Luciano Ducci                                                  | PSB/PSDB/PSB                                                   | 9 de fevereiro de 2006                                         | 1.º de abril de 2008                                           | [ 7 ]                                                          |
| Secretaria Municipal de Saúde                                           |                                                                | Eliane Regina da Veiga (interina)                              | Sem partido                                                    | 1.º de abril de 2008                                           | 10 de novembro de 2008                                         |                                                                |
| Secretaria Municipal de Saúde                                           |                                                                | Luciano Ducci                                                  | PSB                                                            | 10 de novembro de 2008                                         | 31 de dezembro de 2008                                         | [ 18 ]                                                         |
| Secretaria Municipal de Trabalho e Emprego                              |                                                                | Raul D'Araújo Santos                                           | PRTB/Sem partido                                               | 2 de maio de 2007                                              | 31 de dezembro de 2008                                         | [ 19 ]                                                         |
| Secretaria Municipal de Urbanismo                                       |                                                                | Gilberto Bueno Coelho                                          | Sem partido                                                    | 1.º de janeiro de 2005                                         | 23 de março de 2005                                            | [ 12 ] [ 1 ]                                                   |
| Secretaria Municipal de Urbanismo                                       |                                                                | Luiz Fernando Jamur                                            | Sem partido                                                    | 23 de março de 2005                                            | 31 de dezembro de 2008                                         | [ 12 ]                                                         |
| Sociedades Municipais de Economia Mista                                 |                                                                |                                                                |                                                                |                                                                |                                                                |                                                                |
| Companhia de Habitação Popular de Curitiba - COHAB                      |                                                                | Valdemir Soares                                                | PL                                                             | 1.º de janeiro de 2005                                         | 9 de fevereiro de 2006                                         | [ 6 ] [ 7 ] [ 1 ]                                              |
| Companhia de Habitação Popular de Curitiba - COHAB                      |                                                                | Mounir Chaowiche                                               | Sem partido                                                    | 9 de fevereiro de 2006                                         | 31 de dezembro de 2008                                         | [ 7 ]                                                          |
| Companhia De Desenvolvimento De Curitiba S.A. - Curitiba S/A            |                                                                | Juraci Barbosa Sobrinho                                        | Sem partido                                                    | 1.º de janeiro de 2005                                         | 31 de dezembro de 2008                                         | [ 7 ]                                                          |
| Urbanização de Curitiba - URBS                                          |                                                                | Paulo Schmidt                                                  | Sem partido                                                    | 1.º de janeiro de 2005                                         | 31 de dezembro de 2008                                         | [ 1 ]                                                          |
| Fundações e Institutos                                                  |                                                                |                                                                |                                                                |                                                                |                                                                |                                                                |
| Fundação de Ação Social - FAS                                           |                                                                | Fernanda Richa                                                 | Sem partido                                                    | 1.º de janeiro de 2005                                         | 1.º de julho de 2008                                           | [ 1 ]                                                          |
| Fundação de Ação Social - FAS                                           |                                                                | Letícia Codagnone                                              | Sem partido                                                    | 1.º de julho de 2008                                           | 31 de dezembro de 2008                                         | [ 20 ]                                                         |
| Fundação Cultural de Curitiba - FCC                                     |                                                                | Paulino Viapiana                                               | Sem partido                                                    | 1.º de janeiro de 2005                                         | 31 de dezembro de 2008                                         | [ 1 ]                                                          |
| Instituto Municipal de Administração Pública - IMAP                     |                                                                | Carlos Homero Giacomini                                        | Sem partido                                                    | 1.º de janeiro de 2005                                         | 31 de dezembro de 2008                                         | [ 1 ]                                                          |
| Instituto Municipal de Turismo - IMT (Curitiba Turismo)                 |                                                                | Luiz Carlos de Carvalho                                        | Sem partido                                                    | 1.º de janeiro de 2005                                         | 31 de dezembro de 2008                                         | [ 1 ]                                                          |
| Instituto de Pesquisa e Planejamento Urbano de Curitiba - IPPUC         |                                                                | Clodualdo de Souza Pinheiro Jr.                                | Sem partido                                                    | 1.º de janeiro de 2005                                         | 28 de março de 2006                                            | [ 21 ]                                                         |
| Instituto de Pesquisa e Planejamento Urbano de Curitiba - IPPUC         |                                                                | Luís Henrique Cavalcanti Fragomeni                             | Sem partido                                                    | 28 de março de 2006                                            | 15 de março de 2007                                            | [ 21 ]                                                         |
| Instituto de Pesquisa e Planejamento Urbano de Curitiba - IPPUC         |                                                                | Augusto Canto Neto                                             | Sem partido                                                    | 15 de março de 2007                                            | 31 de dezembro de 2008                                         | [ 22 ]                                                         |
| Instituto de Previdência dos Servidores do Município de Curitiba - IPMC |                                                                | Lourenço Fregonesi                                             | Sem partido                                                    | 1.º de janeiro de 2005                                         | 31 de dezembro de 2008                                         | [ 1 ]                                                          |

### 2.º Mandato
| Secretariado Municipal de Beto Richa - 2.º Mandato (2009-2010)          | Secretariado Municipal de Beto Richa - 2.º Mandato (2009-2010) | Secretariado Municipal de Beto Richa - 2.º Mandato (2009-2010) | Secretariado Municipal de Beto Richa - 2.º Mandato (2009-2010) | Secretariado Municipal de Beto Richa - 2.º Mandato (2009-2010) | Secretariado Municipal de Beto Richa - 2.º Mandato (2009-2010) | Secretariado Municipal de Beto Richa - 2.º Mandato (2009-2010) |
| Secretaria                                                              | Incumbente                                                     | Incumbente                                                     | Partido                                                        | Posse no dia                                                   | Saída no dia                                                   | Ref.                                                           |
| ----------------------------------------------------------------------- | -------------------------------------------------------------- | -------------------------------------------------------------- | -------------------------------------------------------------- | -------------------------------------------------------------- | -------------------------------------------------------------- | -------------------------------------------------------------- |
| Chefia de Gabiente                                                      |                                                                | Deonilson Roldo                                                | Sem partido                                                    | 1.º de janeiro de 2009                                         | 30 de março de 2010                                            | [ 23 ] [ 24 ]                                                  |
| Procuradoria Geral do município                                         |                                                                | Ivan Lelis Bonilha                                             | Sem partido                                                    | 1.º de janeiro de 2009                                         | 30 de março de 2010                                            | [ 23 ]                                                         |
| Secretaria Municipal Extraordinária de Planejamento e Coordenação       |                                                                | Alceni Guerra                                                  | DEM                                                            | 1.º de janeiro de 2009                                         | 25 de junho de 2009                                            | [ 25 ] [ 26 ]                                                  |
| Secretaria Municipal de Abastecimento                                   |                                                                | Norberto Ortigara                                              | Sem partido                                                    | 1.º de janeiro de 2009                                         | 30 de março de 2010                                            | [ 4 ]                                                          |
| Secretaria Municipal de Administração                                   |                                                                | José Richa Filho                                               | Sem partido                                                    | 1.º de janeiro de 2009                                         | 30 de março de 2010                                            | [ 4 ]                                                          |
| Secretaria Municipal Antidrogas                                         |                                                                | Fernando Francischini                                          | PSDB                                                           | 1.º de janeiro de 2009                                         | 30 de março de 2010                                            |                                                                |
| Secretaria Municipal de Assuntos Metropolitanos                         |                                                                | Manasses Oliveira                                              | Sem partido                                                    | 1.º de janeiro de 2009                                         | 28 de junho de 2009                                            | [ 27 ] [ 28 ]                                                  |
| Secretaria Municipal de Assuntos Metropolitanos                         |                                                                | Michele Caputo Neto                                            | PSDB                                                           | 1.º de julho de 2009                                           | 30 de março de 2010                                            | [ 29 ]                                                         |
| Secretaria Municipal de Comunicação Social                              |                                                                | Deonilson Roldo                                                | Sem partido                                                    | 13 de janeiro de 2009                                          | 14 de janeiro de 2009                                          | [ 30 ] [ 31 ]                                                  |
| Secretaria Municipal de Comunicação Social                              |                                                                | Marcelo Cattani                                                | Sem partido                                                    | 15 de janeiro de 2009                                          | 30 de março de 2010                                            | [ 26 ]                                                         |
| Secretaria Municipal da Defesa Social                                   |                                                                | Cel.Itamar dos Santos                                          | Sem partido                                                    | 1.º de janeiro de 2009                                         | 30 de março de 2010                                            | [ 26 ]                                                         |
| Secretaria Municipal de Educação                                        |                                                                | Eleonora Fruet                                                 | Sem partido                                                    | 1.º de janeiro de 2009                                         | 30 de março de 2010                                            | [ 26 ]                                                         |
| Secretaria Municipal de Esportes e Lazer                                |                                                                | Rudimar Fedrigo                                                | Sem partido                                                    | 1.º de janeiro de 2009                                         | 30 de março de 2010                                            | [ 26 ]                                                         |
| Secretaria Municipal de Finanças                                        |                                                                | Luiz Eduardo Sebastiani                                        | Sem partido                                                    | 1.º de janeiro de 2009                                         | 30 de março de 2010                                            | [ 26 ]                                                         |
| Secretaria Municipal de Governo                                         |                                                                | Rui Hara                                                       | PSDB                                                           | 1.º de janeiro de 2009                                         | 30 de março de 2010                                            | [ 32 ]                                                         |
| Secretaria Municipal de Meio Ambiente                                   |                                                                | José Antônio Andregueto                                        | Sem partido                                                    | 1.º de janeiro de 2009                                         | 30 de março de 2010                                            | [ 26 ]                                                         |
| Secretaria Municipal de Obras Públicas                                  |                                                                | Mário Yoshio Tookuni                                           | Sem partido                                                    | 1.º de janeiro de 2009                                         | 30 de março de 2010                                            | [ 26 ]                                                         |
| Secretaria Municipal de Planejamento e Coordenação                      |                                                                | Otamir Cesar Martins                                           | Sem partido                                                    | 22 de janeiro de 2010                                          | 30 de março de 2010                                            | [ 33 ]                                                         |
| Secretaria Municipal de Recursos Humanos                                |                                                                | Paulo Schmidt                                                  | Sem partido                                                    | 1.º de janeiro de 2009                                         | 30 de março de 2010                                            | [ 26 ]                                                         |
| Secretaria Municipal de Relações Internacionais e Cerimonial            |                                                                | Eduardo Lopes Pereira Guimarães                                | Sem partido                                                    | 1.º de janeiro de 2009                                         | 30 de março de 2010                                            | [ 26 ]                                                         |
| Secretaria Municipal de Saúde                                           |                                                                | Luciano Ducci                                                  | PSB                                                            | 1.º de janeiro de 2009                                         | 30 de março de 2010                                            | [ 26 ]                                                         |
| Secretaria Municipal de Trabalho e Emprego                              |                                                                | Jorge Bernardi                                                 | PDT                                                            | 1.º de janeiro de 2009                                         | 30 de março de 2010                                            | [ 26 ]                                                         |
| Secretaria Municipal de Urbanismo                                       |                                                                | Luiz Fernando Jamur                                            | Sem partido                                                    | 1.º de janeiro de 2009                                         | 30 de março de 2010                                            | [ 26 ]                                                         |
| Sociedades Municipais de Economia Mista                                 |                                                                |                                                                |                                                                |                                                                |                                                                |                                                                |
| Companhia de Habitação Popular de Curitiba - COHAB                      |                                                                | Mounir Chaowiche                                               | Sem partido                                                    | 1.º de janeiro de 2009                                         | 30 de março de 2010                                            | [ 26 ]                                                         |
| Companhia De Desenvolvimento De Curitiba S.A. - Curitiba S/A            |                                                                | Mounir Chaowiche                                               | Sem partido                                                    | 1.º de janeiro de 2009                                         | 30 de março de 2010                                            | [ 26 ]                                                         |
| Urbanização de Curitiba - URBS                                          |                                                                | Marcos Isfer                                                   | Sem partido                                                    | 1.º de janeiro de 2009                                         | 30 de março de 2010                                            | [ 26 ]                                                         |
| Fundações e Institutos                                                  |                                                                |                                                                |                                                                |                                                                |                                                                |                                                                |
| Fundação de Ação Social - FAS                                           |                                                                | Fernanda Richa                                                 | Sem partido                                                    | 1.º de janeiro de 2009                                         | 30 de março de 2010                                            | [ 26 ]                                                         |
| Fundação Cultural de Curitiba - FCC                                     |                                                                | Paulino Viapiana                                               | Sem partido                                                    | 1.º de janeiro de 2009                                         | 30 de março de 2010                                            | [ 26 ]                                                         |
| Instituto Municipal de Administração Pública - IMAP                     |                                                                | Carlos Homero Giacomini                                        | Sem partido                                                    | 1.º de janeiro de 2009                                         | 30 de março de 2010                                            | [ 26 ]                                                         |
| Instituto Municipal de Turismo - IMT (Curitiba Turismo)                 |                                                                | Juliana Vosnika                                                | DEM                                                            | 1.º de janeiro de 2009                                         | 30 de março de 2010                                            | [ 26 ]                                                         |
| Instituto de Pesquisa e Planejamento Urbano de Curitiba - IPPUC         |                                                                | Clever de Almeida                                              | Sem partido                                                    | 1.º de janeiro de 2009                                         | 30 de março de 2010                                            | [ 26 ]                                                         |
| Instituto de Previdência dos Servidores do Município de Curitiba - IPMC |                                                                | Walmor Trentini                                                | Sem partido                                                    | 15 de janeiro de 2009                                          | 30 de março de 2010                                            | [ 34 ] [ 26 ]                                                  |